# Carrer del Trinquet Vell i Baixada de la Pescateria
El carrer del Trinquet Vell i la baixada de la Pescateria és un conjunt urbà de Tarragona protegit com a Bé Cultural d'Interès Local.

## Descripció

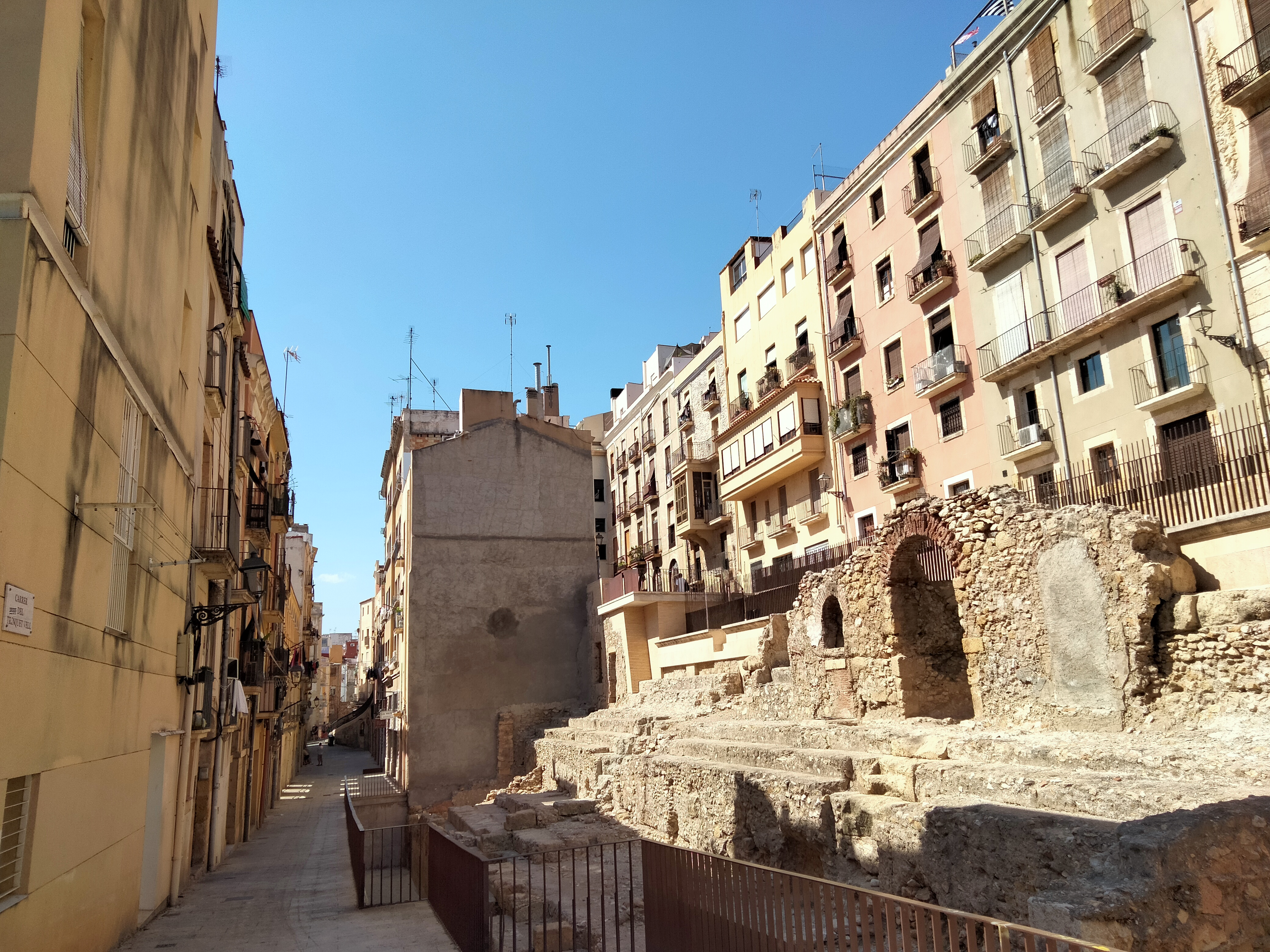
El carrer del Trinquet Vell, amb la graderia nord del circ romà, des de la baixada de la Pescateria, amb el carrer de l'Enrajolat al fons

L'ambient singular de la ciutat format pel carrer del Trinquet Vell i la baixada de la Pescateria respon a una configuració urbana sorgida després de la guerra del Francès, que va patir diverses modificacions al llarg dels segles XIX i XX. S'hi obren com a elements més emblemàtics les restes del circ romà, inclòs dins la llista de Patrimoni Mundial de la Unesco.